# 포러스트 스미스슨
포러스트 커스터 스미스슨(Forrest Custer Smithson, 1884년 9월 26일 ~ 1962년 11월 24일)은 미국의 허들 선수로 1908년 런던 올림픽 110m 허들 금메달리스트였다.
오리건주 포틀랜드에서 태어난 스미스슨은 오리건 주립 대학교의 신학 학생이었으며, 1907년과 1909년 120 야드 허들의 AAU 우승자였다.
런던에서 주요 우승 후보들은 존 개럴스와 앨빈 크렌즐린의 세계 기록 15.2초를 일찍이 동일시한 아서 쇼였다. 110m 허들 종목은 평상시처럼 경주로에서 경연되지 않았으나, 경기장 잔듸의 특별한 길에서 행하였다. 경기의 마지막 날에 열리고 미국 선수들만이 도달한 결승전에서 스미스슨은 개럴스를 꺾고 15.0초의 세계 신기록을 세웠다.
78세의 나이로 캘리포니아주 콘트라코스타 카운티에서 사망하였다.